# Tusculum
 (mai 2023).
Pour la ville du Tennessee, voir Tusculum (Tennessee).
Tusculum, aussi appelée Tusculane, est une ancienne ville du Latium, détruite en 1191, dont il ne reste que des ruines situées à 2 km au sud-est de l'actuelle Frascati, dans la province de Rome. 
Son point culminant  est à 670 m d'altitude, elle  jouit d'un bon point de vue sur la Campanie, avec Rome s'étendant à 20 km au nord-ouest. Son nom reste attaché aux Tusculanes œuvre de Cicéron.

## La ville antique

### Les origines

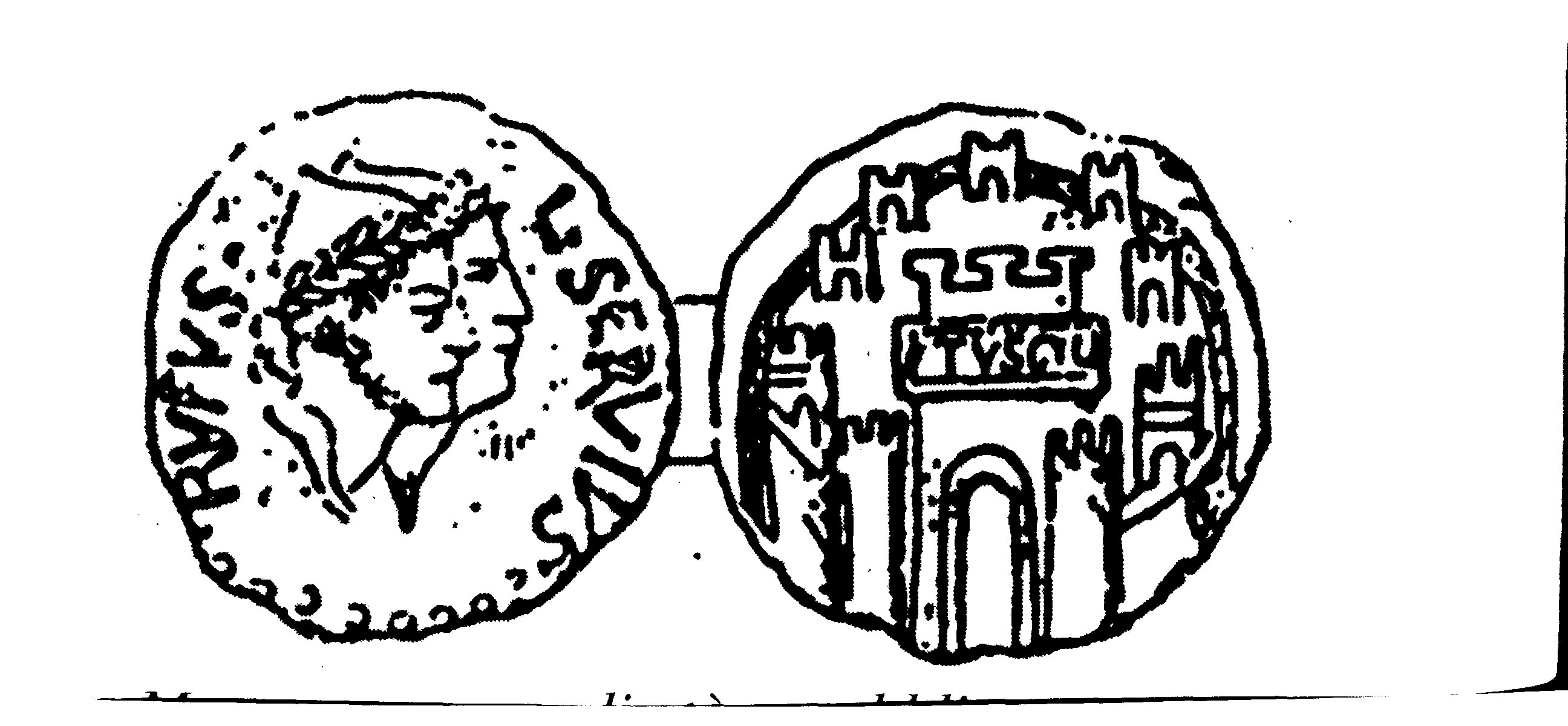
Monnaie romain de L. Servius Rufus (44-43 a.C.) avec les Dioscures à gauche et la forteresse de l'ancien Tusculum à droite

Selon la tradition, la ville fut  fondée par Télégone, le fils d'Ulysse et de Circé. 
Lorsque le roi Tarquin le Superbe fut expulsé de Rome, et après les malheureuses tentatives du roi étrusque Lars Porsenna en sa faveur, sa cause fut soutenue par le dirigeant de Tusculum, Octavius Mamilius, qui prit une grande part à la formation de la Ligue latine, composée des trente principales villes du Latium unies contre Rome. Mamilius commanda l'armée latine à la Bataille du lac Régille en 499 av. J.-C., mais y fut tué. Par la suite, la prédominance de Rome sur le Latium fut complète et Tusculum prit le rang d'allié.

### Ville romaine

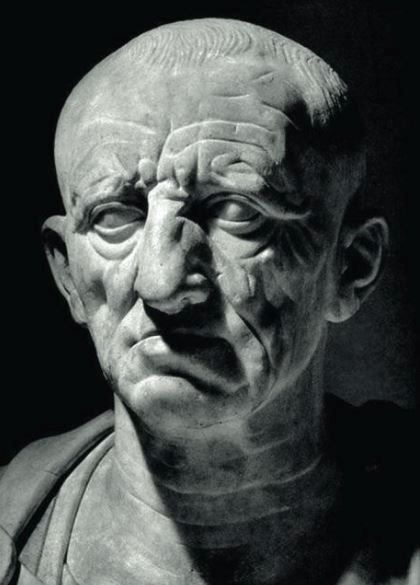
Buste de Caton l'Ancien

En 381 av. J.-C., après avoir exprimé sa complète soumission à Rome, Tusculum obtint le droit de remplir les mêmes charges que les citoyens romains mais pas le droit de vote et donc continua à tenir le rang de municipe. Toutefois, Tusculum, selon d'autres sources, fut souvent dans le camp des ennemis de Rome, en dernier lieu celui des Samnites en -323.
Quelques familles importantes de Rome sont originaires de Tusculum entre autres, les gens Mamilia, Fulvia, Furia, Fonteia, Juventia, et Porcia, dont est issu Caton l'Ancien.
Le conseil municipal garda le nom de sénat mais le titre de dictateur fut remplacé par celui d'édile. Malgré cela et l'établissement d'un collège de chevaliers romains responsables du culte de Tusculum et spécialement des Dioscures, les citoyens romains y résidant n'étaient pas nombreux ou de distinction. Les villas du voisinage acquirent plus d'importance que la ville elle-même qui était moins accessible. À la fin de la République et encore plus sous l'Empire, le territoire de Tusculum était un des lieux de résidence favoris des Romains fortunés. Cicéron y possédait une villa, où est censé se passer le dialogue des Tusculanes, un de ses principaux ouvrages philosophiques. C'est aussi dans la villa que possédait à Tusculum le grand orateur L. Licinius Crassus que Cicéron situe le cadre de son dialogue De Oratore.

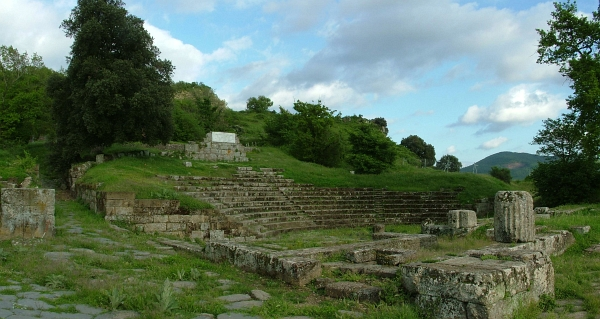
Ruines du théâtre antique de Tusculum

Le nombre et l'extension des vestiges défient presque la description et ne peuvent être rendus clairs que sur une carte. Pour l'époque de Cicéron, nous connaissons dix-huit propriétaires de villas. La plus grande partie du territoire (y compris la villa de Cicéron), excepté la ville qui était trop en altitude, était ravitaillée en eau par l'aqueduc de l'Aqua Crabra. Sur la colline de Tusculum, subsistent les vestiges d'un petit théâtre (fouillé en 1839). 
Des auteurs comme F. Grossi Gondi ou M. Lanciani ont proposé des localisations de la villa de Cicéron, sans qu'aucun élément probant n'étaye leurs hypothèses.

## La ville médiévale
Au Moyen Âge, il y avait trois églises à Tusculum : Saint-Sauveur et la Sainte-Trinité dans la ville, ainsi que Saint-Thomas sur l'acropole. 
Le monastère grec de Saint-Agathe est situé au pied de la colline de Tusculum, à 20 kilomètres de la Via Latina, l'antique « Statio Roboraria » qui fut fondé en 370 par le moine Jean de Cappadoce, disciple de saint Basile de Césarée, surnommé saint Basile le Grand. Il y apporta une relique du maître, que lui avait transmise le moine Grégoire de Nazianze. 

### Les comtes de Tusculum
Du Xe siècle au XIIe siècle, l'histoire de Tusculum est strictement reliée à celle des Comtes de Tusculum. C'était une famille, un clan dont l'origine était Théophylacte (-; 924) et surtout sa fille Marozie Ire (892 - 932) qui épousa Alberic Ier de Spolète (-; 917), marquis de Spolète et Camerino, vainqueur en 915 de la bataille du Garigliano contre l'armée Sarrazine.
Les comtes de Tusculum devinrent les arbitres des affaires politiques et religieuses de Rome - une position stratégique qu'ils tinrent pendant une longue période. Ils furent pro-byzantin et anti-germain. De nombreux papes entre 914 et 1049 furent de la famille.
La « formule » particulière créée par les comtes fut d'apporter une solution au problème de la jonction entre les pouvoirs civils et religieux à Rome, en subordonnant à leurs propres besoins ceux de la papauté ; dans le même temps, les comtes qui avaient deux membres du clan, l'un devenait pape et l'autre responsable de la ville.
Le comte Grégoire Ier est fameux pour avoir rebâti la forteresse sur la colline de Tuscolo, offrit la « Criptaferrata » à Saint Nilus le jeune et dirigea en 1001 la rébellion du peuple romain contre l'empereur Otton III.
Après 1049, le pouvoir des comtes déclina car la « formule » de confusion entre la papauté et la famille devint obsolète. Les événements ultérieurs à 1062 confirmèrent le changement de la politique des comtes, qui devinrent pro-empereur contre la Commune de Rome.
De nombreux hôtes de marque y séjournèrent : l'empereur Henri III du Saint-Empire, et son épouse l'impératrice Agnès en 1046, le pape Eugène III en 1049, Louis VII de France et sa femme Aliénor d'Aquitaine en 1149, Frédéric Barberousse et le pape anglais Adrien IV en 1155.

### La guerre avec la Commune de Rome
Le 29 mai 1167, l'armée de la Commune de Rome, conduit par les Orsini, les Savelli et les Frangipani, attaqua Tusculum, la bataille de Prataporci, mais fut défaite par l'armée impériale, conduite par Christian Ier von Buch archevêque de Mayence et de Rainald von Dassel qui commandaient les troupes unies de Tusculum et des Allemands ; à l'été 1167, la peste décima l'armée de l'empereur et Frédéric Barberousse retourna en Allemagne. 
En 1183, l'armée de la Commune de Rome attaqua de nouveau mais l'empereur renvoya des troupes pour assurer sa défense. 
Finalement le 17 avril 1191, l'armée romaine avec le consentement préalable du pape Célestin III et de l'empereur Henri le Cruel, fils de Barberousse, conquiert et détruit la ville. 
Roger de Hoveden écrit lapis supra lapidem non remansit, car l'armée emporta comme prises de guerre jusqu'aux pierres des murs de Tusculum.

## Diocèse suburbicaire
Tusculum fut le siège d'un diocèse suburbicaire sous la tutelle d'un cardinal-évêque, transféré par la suite à 
Frascati.

### La croix de Tusculum
Les séminaristes anglais de Rome vont passer leurs vacances d'été à Monte Porzio Catone, ce sont eux qui, les premiers, eurent l'idée de planter une croix sur le sommet de Tusculum en 1840, le recteur de ce collège étant le cardinal Wiseman.

## Recherches archéologiques
Les fouilles du théâtre ont été faites en 1839 et une inscription, placée en présence de Marie Christine, veuve du Charles-Félix, roi de Sardaigne, atteste ce fait.

Le théâtre, après celui de Pompéi, est le mieux conservé de toute l'Italie, quinze rangs de sièges sont intacts, mais ceux des rangs supérieurs sont détruits, il est bâti vers la fin de la République romaine et était construit en « sperone », sorte de pierre locale qui fut ensuite enduite de plâtre et peinte. Durant les travaux d'excavation du théâtre, plusieurs statues ont été trouvées.
L'architecte et urbaniste lyonnais Tony Garnier, lors de son séjour à la Villa Médicis à Rome entre 1900 et 1903, a pour sujet d'étude une reconstitution de la cité, il la réalise sous la forme de neuf planches de dessin.

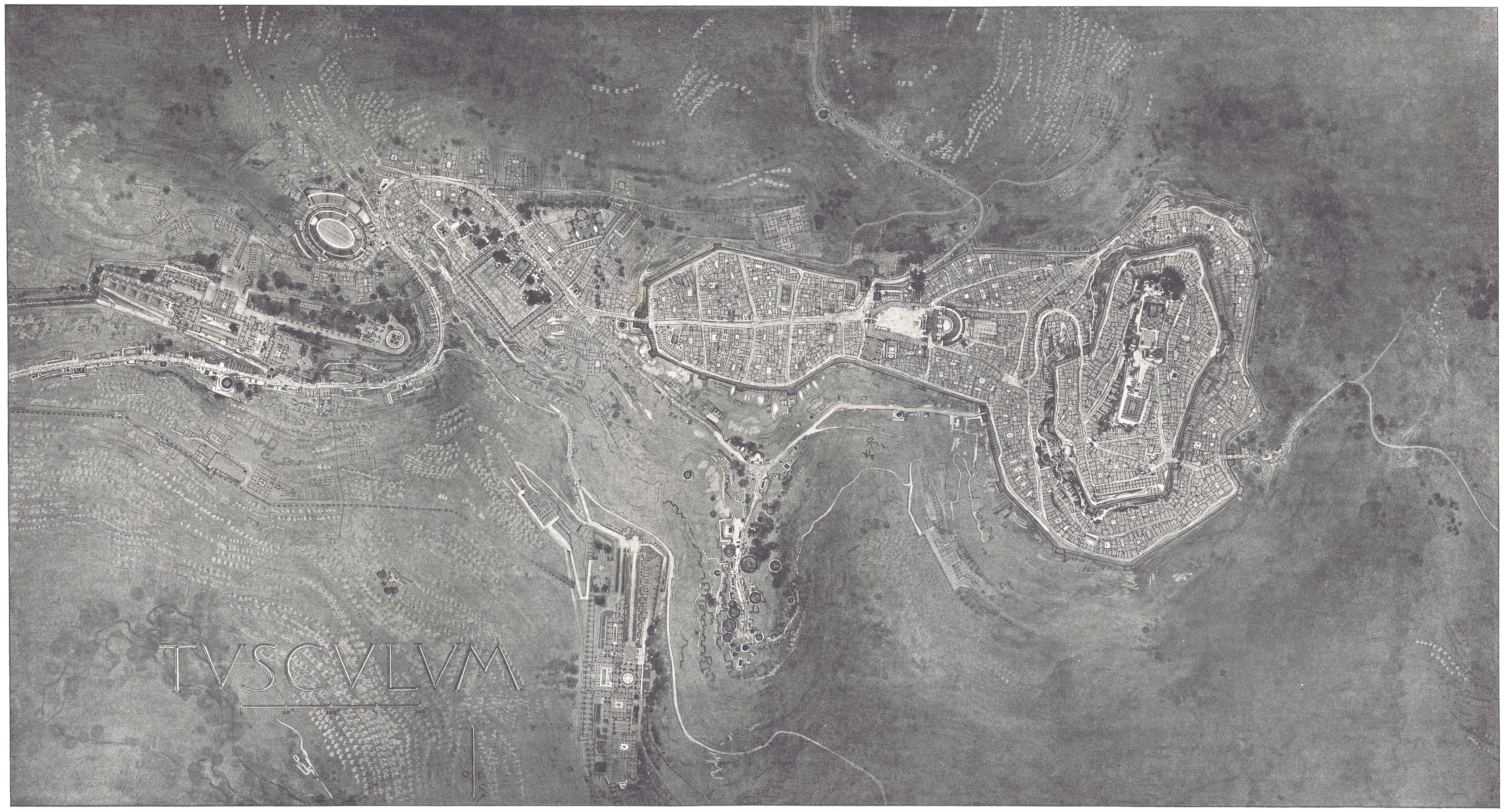
Reconstitution de Tusculum, plan d'ensemble par Tony Garnier, en 1908.

### Sources en anglais
- Richard Stillwell, ed. Princeton Encyclopedia of Classical Sites, 1976: "Tusculum, Latium, Italy"
- (en) « Tusculum », dans Encyclopædia Britannica [détail de l’édition], vol. 27, 1911 (lire sur Wikisource), p. 486–487.
- Cassius Dio. Roman History.
- Dionysius of Halicarnassus. The Roman Antiquities.
- Thietmar of Merseburg. Chronicle.
- Roger of Howden. Chronica.
- Gregorovius, Ferdinand. Rome in the Middle Ages Vol. IV Part 1. 1905.
- William Gell The Topography of Rome and its Vicinity with Map. 2 vols. London, 1834. [Rev. and enlarged by Edward Henry Banbury. London, 1846.]
- William Gell. Analisi storico-topografico-antiquaria della carta de' dintorni di Roma secondo le osservazione di Sir W. Gell e del professore A. Nibby. Rome, 1837 [2nd ed. 1848].
- Thomas Ashby. The Roman Campagna in Classical Times. London, 1927.
- G. Bagnani. The Roman Campagna and its treasures. London, 1929.
- G.E. Mc Cracken. A History of Ancient Tusculum. Washington, 1939.
- B. Goss. Tusculum" in PECS (Princeton Encyclopedia of Classical Sites). 1976.
- T.J. Cornell. The beginnings of Rome: Italy and Rome from the Bronze Age to Punic War. London, 1995.  (ISBN 0-415-01596-0).
- Xavier Dupré (en). Scavi archeologici di Tusculum. Rome, 2000.  (ISBN 88-900486-0-3).